# Prisoners (Temporary Discharge for Ill Health) Act 1913

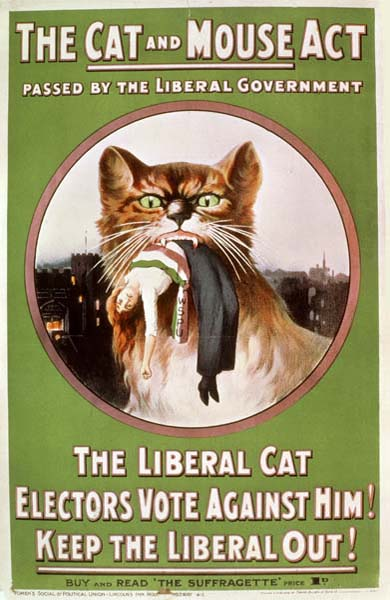
WSPU-Poster 1914

Der Prisoners (Temporary Discharge for Ill Health) Act, allgemein als Cat and Mouse Act bezeichnet, war ein Gesetz des britischen Parlaments, das 1913 in Großbritannien unter der Regierung von Herbert Henry Asquith verabschiedet wurde. Einige Mitglieder der Women’s Social and Political Union (WSPU, allgemein als Suffragetten bezeichnet) waren wegen Vandalismus zur Unterstützung des Frauenwahlrechts inhaftiert worden. Aus Protest gegen die Inhaftierung traten einige der Suffragetten in den Hungerstreik. Die Hungerstreikenden wurden dann vom Gefängnispersonal zwangsernährt, was zu einem öffentlichen Aufschrei führte. Das Gesetz war eine Reaktion auf den Aufruhr und ermöglichte es den Häftlingen, zeitweilig freigelassen zu werden, sobald der Hungerstreik ihre Gesundheit beeinträchtigte. Sie hatten dann eine vorbestimmte Zeitspanne, in der sie sich erholen konnten, danach wurden sie wieder verhaftet und zurück ins Gefängnis gebracht, um den Rest ihrer Strafe zu verbüßen. Die Gefangenen konnten während ihrer Entlassung unter Auflagen gestellt werden. Ein Effekt des Gesetzes war es, Hungerstreiks faktisch zu legalisieren. Der Spitzname des Gesetzes entstand aufgrund der Gewohnheit der Hauskatze, mit einer Maus zu spielen, so dass diese einige Male vorübergehend entkommen kann, bevor sie getötet wird.

## Anwendung durch die Regierung
Nach der Einführung des Gesetzes wurde die Zwangsernährung nicht mehr zur Bekämpfung von Hungerstreiks eingesetzt. Stattdessen wurden die im Hungerstreik befindlichen Suffragetten im Gefängnis festgehalten, bis sie extrem schwach waren, und dann freigelassen, um sich zu erholen. Dies erlaubte der Regierung zu behaupten, dass jedes Leid (oder sogar der Tod), das aus der Entkräftung durch Nahrungsmangel resultierte, ausschließlich die Schuld der Suffragette war. Während der Genesungsperiode brachte jedes Fehlverhalten seitens der Suffragette sie direkt wieder ins Gefängnis.

## Hintergrund

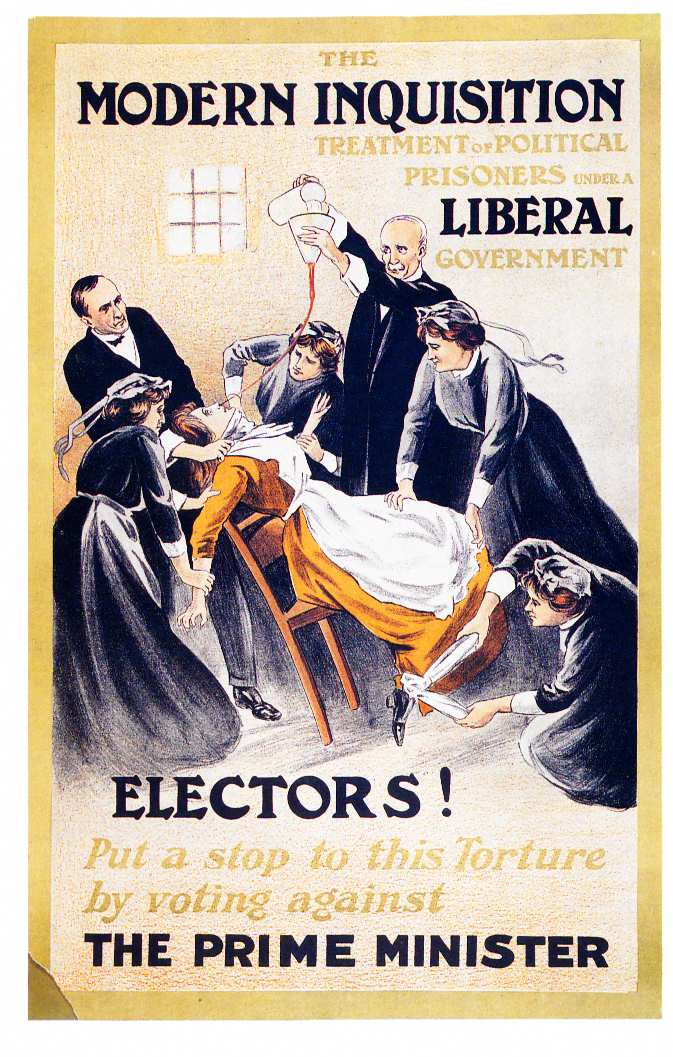
Protestplakat des Künstlers Alfred Pearse gegen die Zwangsernährung von Suffragetten, 1910

Um das gleiche Wahlrecht wie die Männer zu erreichen, unternahm die WSPU (Women’s Social and Political Union, umgangssprachlich als die Suffragetten bekannt) Protestaktionen wie das Einschlagen von Fenstern, Brandstiftung und Angriffe auf Polizisten, allerdings ohne ihnen Verletzungen zuzufügen. Viele Mitglieder der WSPU wurden für diese Straftaten inhaftiert. Als Reaktion auf die aus ihrer Sicht brutale Bestrafung und harte Behandlung durch die Regierung begannen die inhaftierten Mitglieder der WSPU mit einer dauerhaften Hungerstreik-Kampagne. Einige Frauen wurden bei dieser Aktion freigelassen, aber das machte die Politik der Inhaftierung von Suffragetten sinnlos. Die Gefängnisleitung begann daraufhin mit der Zwangsernährung von Hungerstreikenden durch eine Nasensonde. Die wiederholte Anwendung dieses Verfahrens verursachte häufig Krankheiten, die dem Ziel der WSPU nützten, die harte Behandlung der Gefangenen durch die Regierung zu demonstrieren.
Angesichts der wachsenden Besorgnis der Öffentlichkeit über die Zwangsernährung und der Entschlossenheit der inhaftierten Suffragetten, ihre Hungerstreiks fortzusetzen, ließ die Regierung das Gesetz eilig durch das Parlament verabschieden. Das Gesetz ermöglichte die Freilassung der Gefangenen, damit sie sich von den Folgen eines Hungerstreiks erholen konnten, während die Polizei die Möglichkeit hatte, die Täterinnen nach ihrer Genesung wieder inhaftieren zu lassen. Hinter dem Gesetz stand die Absicht, der Taktik der Hungerstreiks und der sinkenden Unterstützung der Regierung durch (männliche) Wähler aufgrund der Zwangsernährung von weiblichen Gefangenen entgegenzuwirken. Stattdessen reduzierte es, wenn überhaupt, die Unterstützung für die Regierung der Liberal Party.

## Zwangsernährung berichtender Frauen

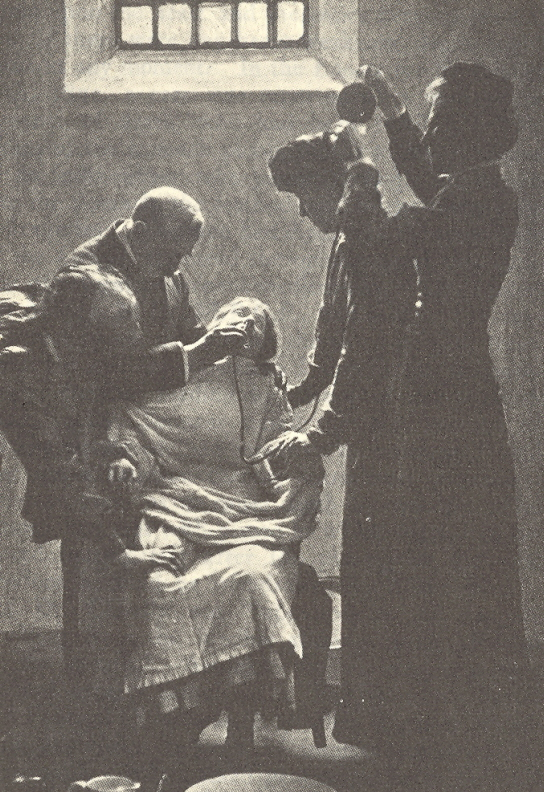
Eine Suffragette wird im Holloway Gefängnis zwangsernährt, ca. 1911

In dem Buch Suffrage and the Pankhursts argumentiert Jane Marcus, dass Zwangsernährung das Hauptbild der Frauenwahlbewegung in der öffentlichen Vorstellung war. Frauen schrieben in Briefen, Tagebüchern, Reden und Publikationen der Frauenwahlrechtsbewegung, darunter Votes for Women und The Suffragette, darüber, wie sie sich dabei gefühlt hatten. Eine der zwangsernährten Suffragetten, Lady Constance Lytton, wies in ihrem Erinnerungsbuch darauf hin, dass Frauen aus der Arbeiterklasse eher im Gefängnis zwangsernährt wurden als Frauen aus der Oberschicht. Im Allgemeinen wurde das medizinische Verfahren der Zwangsernährung als eine körperliche und geistige Verletzung beschrieben, die Schmerzen, Leiden, emotionale Not, Erniedrigung, Angst und Wut verursachte.
Auch Violet Bland schrieb in Votes for Women über ihre Erfahrungen mit Zwangsernährung und erklärte, „sie verdrehten meinen Hals, hielten meinem Kopf zurück, hielten meine Kehle zu und ich wurde die ganze Zeit gehalten wie in einem Schraubstock“, während sie versuchten, Bland zu ernähren. Sie schrieb, dass die Wachen immer zu sechst oder siebt waren und dass „es wirklich keine Möglichkeit gab, dass das Opfer viel protestierten konnte, außer verbal, um sein Entsetzen darüber auszudrücken; somit keine Entschuldigung für die Brutalität, die bei mehreren Gelegenheiten gezeigt wurde“. Als sie am Ende der Körperverletzung nicht schnell genug von ihrem Stuhl aufstand, weil sie „hilflos und atemlos“ war, schnappten sie sich den Stuhl unter ihr und warfen sie auf den Boden. Sie hätte keinen Zweifel gehabt, dass die Angriffe in der Absicht gemacht wurden, die Hungerstreikenden zu brechen.

## Unbeabsichtigte Konsequenzen
Die Ineffektivität des Gesetzes wurde sehr schnell deutlich, da die Behörden viel größere Schwierigkeiten hatten als erwartet, die freigesetzten Hungerstreikenden wieder in Gewahrsam zu nehmen. Viele von ihnen entzogen sich der Verhaftung mit Hilfe eines Netzwerks von Suffragetten-Sympathisanten und einem rein weiblichen Team von Leibwächterinnen, die Taktiken der Täuschung, List und gelegentlichen direkten Konfrontation mit der Polizei anwandten. Bereits eine der ersten Suffragetten, die auf Grundlage dieses Gesetzes freigelassen wurden, Elsie Duval, floh ins Ausland. Die Unfähigkeit der Regierung, namhafte Suffragetten zu fassen, verwandelte das, was als diskretes Mittel zur Kontrolle der hungerstreikenden Suffragetten gedacht war, in einen öffentlichen Skandal.
Dieses Gesetz zielte darauf ab, die Macht der Organisation durch Demoralisierung der Aktivistinnen zu unterdrücken, erwies sich aber als kontraproduktiv, da es die moralische Autorität der Regierung untergrub. Das Gesetz wurde als Verletzung grundlegender Menschenrechte angesehen, nicht nur der Suffragetten, sondern auch anderer Gefangener. Der Spitzname des Gesetzes „Cat and Mouse Act“, der sich auf die Art und Weise bezieht, in der die Regierung mit den Gefangenen zu spielen schien, wie es eine Katze mit einer gefangenen Maus macht, unterstrich, wie die Grausamkeit wiederholter Entlassungen und erneuter Inhaftierungen die Suffragetten von Verachteten zu Sympathieträgerinnen machte.
Die Umsetzung des Gesetzes durch die Asquith-Regierung veranlasste die militante WSPU und die Suffragetten, Asquith als Feind anzusehen, der in dem, was die Organisation als Krieg betrachtete, besiegt werden musste.  Ein damit verbundener Effekt dieses Gesetzes war die Erhöhung der Unterstützung für die Labour-Partei, von der viele ihrer Gründer das Frauenwahlrecht unterstützten. Zum Beispiel verließ der Philosoph Bertrand Russell die Liberale Partei und schrieb Flugblätter, in denen er das Gesetz und die Liberalen anprangerte, weil sie seiner Ansicht nach ein illiberales und verfassungsfeindliches Gesetz machten. Die Kontroverse trug also dazu bei, den Rückgang der Wahlposition der Liberalen zu beschleunigen, da Segmente der Mittelschicht zu Labour überzulaufen begannen.
Das Gesetz gab der WSPU auch ein Motiv, gegen andere Teile des britischen Establishments – insbesondere die anglikanische Kirche – zu kämpfen und zu mobilisieren. Im Laufe des Jahres 1913 griff die WSPU den Bischof von Winchester, Edward Talbot, den Erzbischof von Canterbury, Randall Davidson, den Bischof von London, Arthur Winnington-Ingram, den Erzbischof von York, Cosmo Gordon Lang, und die Bischöfe von Croydon, Lewes, Islington und Stepney an. Jeder von ihnen wurde von Delegationen in ihren jeweiligen offiziellen Residenzen belagert, bis eine Audienz gewährt wurde, bei der die Kirchenführer aufgefordert wurden, gegen die Zwangsernährung zu protestieren. Norah Dacre Fox leitete viele dieser Delegationen im Namen der WSPU, die in The Suffragette ausführlich dargestellt wurden. Im Zusammenhang mit Anschuldigungen, dass weibliche Gefangene während der Zwangsernährung vergiftet wurden, konnte der Bischof von London dazu überredet werden, das Holloway-Gefängnis persönlich zu besuchen. Er machte mehrere Besuche im Gefängnis, aber dies führte zu nichts, und seine öffentlichen Äußerungen, dass er keine Beweise für eine Misshandlung bei der Zwangsernährung finden konnte – er glaubte sogar, dass die Zwangsernährung „im wohlwollenden Geist“ durchgeführt wurde – wurden von der WSPU als Kollaboration mit der Regierung und den Gefängnisbehörden angesehen. War es die Hoffnung der WSPU, über das Thema der Zwangsernährung die Unterstützung der Kirche für ihre weiteren Ziele zu gewinnen, so wurde sie enttäuscht. Die Kirche beschloss, sich nicht in einen Kampf zwischen der WSPU und den Behörden hineinziehen zu lassen, und hielt an der Position fest, dass Militanz ein Grund zur Zwangsernährung sei und da Militanz gegen den Willen Gottes sei, könne die Kirche nicht gegen Zwangsernährung handeln.
Die Forschung deutet darauf hin, dass das Gesetz wenig erreicht hat, um die Suffragetten von ihren Aktivitäten abzuschrecken. Ihre militanten Aktionen hörten erst mit dem Ausbruch des Ersten Weltkrieges und ihrer Unterstützung für die Kriegsanstrengungen auf. Der Beginn des Krieges im August 1914 und das Ende aller Suffragetten-Aktivitäten für die Dauer des Krieges bedeuteten jedoch, dass die möglichen Auswirkungen des Cat and Mouse Act nie vollständig bekannt sein werden.